# Arena (альбом)
Arena — шостий студійний альбом англійської групи Asia, який був випущений у лютому 1996 року.

## Композиції
1. Into the Arena — 3:00
2. Arena — 5:16
3. Heaven — 5:17
4. Two Sides of the Moon — 5:22
5. The Day Before the War — 9:08
6. Never — 5:31
7. Falling — 4:57
8. Words — 5:18
9. U Bring Me Down — 7:07
10. Tell Me Why — 5:14
11. Turn It Around — 4:28
12. Bella Nova — 3:12

## Склад

### Asia
- Джефф Даунс[en] — клавішні
- Джон Пейн[en] — вокал, бас-гітара
- Майкл Стургіс[en] — ударні, перкусія

### Інші музиканти
- Азіз Ібрагім[en] — ритм-гітара
- Елліот Ренделл[en] — акустична гітара, гітара, лід-гітара
- Томоясу Готей[en] — лід-гітара (1-ша композиція)
- Луїш Хардім[en] — перкусія (1-ша і 2-га композиції)